# Кюркчю, Эртугрул
Эртугрул Кюркчю (тур. Ertuğrul Kürkçü; род. 5 мая 1948, Бурса) — турецкий государственный и политический деятель. Социалистический активист и действующий почётный председатель Демократической партии народов (ДПН) с 22 июня 2014 года, а также почётный член Парламентской ассамблеи Совета Европы (ПАСЕ) с 8 октября 2018 года.

## Биография
Представитель турецкого поколения 1968-го, возглавил Федерацию революционной молодёжи Турции (DEV-GENÇ) 18 октября 1970 года. Был единственным выжившим после инцидента в Кызылдере 30 марта 1972 года, в котором были убиты Махир Чаян и его товарищи. Его судили военным судом и приговорили к смертной казни, но затем смягчили приговор Законом о всеобщей амнистии 1974 года до 30 лет заключения, из которых он провёл в тюрьме 14. Там он перевёл на турецкий язык биографию Карла Маркса, а после освобождения работал над «Энциклопедией социализма и социальной борьбы» и был главным редактором журнала. Продолжил свою политическую деятельность в Партии свободы и солидарности (ÖDP), одним из основателей и лидеров которых выступил в 1996 году, а затем в ряде других левых партий.
С октября 2013 по июнь 2014 года был сопредседателем ДПН вместе с Себахатом Тунджелем. Они также были сопредседателями Народно-демократического конгресса в период с 2011 по 2016 год. Себахат Тунджел ушёл в отставку 23 января 2016 года, его сменил Гюлистан Кочигит.
Избран на всеобщих выборах в июне и ноябре 2015 года в должности члена Великого национального собрания Турции от ДПН от избирательного округа Измира. На выборах 7 июня 2015 года ДПН прошла в парламент с 80 депутатами, включая Эртугула Кюркчу. Во втором туре выборов 1 ноября 2015 года, созванном президентом в связи с неспособностью парламента своевременно сформировать коалиционное правительство, он сохранил своё место, а ДПН осталась в качестве третьей по величине партии в парламенте, но потеряла 2,5 % голосов и 21 место после напряженной избирательной кампании, омраченной нападениями на помещения ДПН, в результате которых погибли по меньшей мере 150 членов партии и её сторонников.
Представлял свою партию также в Парламентской ассамблее Совета Европы (ПАСЕ). В соответствии с правилами поведения ДПН, которые запрещают избрание членов на представительский пост более двух раз, Эртугрул Кюркчу не баллотировался на всеобщих выборах 24 июня 2018 года, но сохранил членство в Собрании партии и Центральном исполнительном комитете, как это предусмотрено его статусом почётного председателя ДПН. Ранее входил в Великое национальное собрание Турции в должности независимого члена парламента от избирательного округа Мерсина на всеобщих выборах 2011 года.
Эртугрул Кюркчу был среди 51 депутата ДПН, чья парламентская неприкосновенность была снята временной поправкой к конституции, которая подверглась резкой критике со стороны Венецианской комиссии, юридического консультативного органа Совета Европы. Поправка была проголосована 20 мая 2016 года и принята тайным голосованием 376 депутатами «за». Находился под постоянным судебным преследованием по более чем 16 отдельным обвинениям в выступлениях, которые произносил за пределами парламента, и в народных протестах, к которым присоединялся в течение 7 лет своего депутатства. В декабре 2018 года Ыгдырский уголовный суд приговорил его к двум годам лишения свободы и ожидает рассмотрения апелляции. Ему грозит около 40 лет лишения свободы.
В октябре 2018 года Эртугрул Кюркчу по предложению Объединённой группы европейских левых в ПАСЕ был удостоен «Почётного членства».